# Las Toscas Racing
Las Toscas Racing fue una escudería argentina de automovilismo de velocidad. Fue creada en el año 2012, a raíz de una escisión de la escudería JP Racing, luego de que esta anunciase su retiro de las divisionales de la Asociación Corredores de Turismo Carretera, por desacuerdos con el entonces presidente de la entidad Oscar Aventín. Tras su constitución como escudería independiente, continuó compitiendo dentro de las divisiones de ACTC, hasta la temporada 2024 en la que se anunció su reunificación con el equipo JP Carrera.
La aparición de esta estructura, se dio inicialmente como una escudería satélite, dentro de la estructura del JP, recibiendo el nombre de JP Las Toscas Racing y su fundación, se dio como parte de un acuerdo entre el director del JP, Gustavo Lema y los representantes del Shopping Las Toscas de la ciudad de Ezeiza, Walter Perez y Sergio Vagnoni. Tras la polémica salida del JP Racing del TC y sus divisiones inferiores, la estructura satélite se independizaría y pronto pasaría a ser conocida como Las Toscas Racing, iniciando así una nueva etapa, logrando definitivamente afianzarse en las categorías en las que incursiona y terminando de diferenciarse de su escudería matriz.
A fines del año 2023, su propietario Walter Pérez, anunció la firma de un acuerdo con Gustavo Lema, propietario de la escudería JP Carrera (otrora matriz de Las Toscas Racing), por la cual ambos equipos llevarían adelante trabajos de cooperación e intercambio, manteniendo sus respectivas independencias durante las actividades en pista. Dicho acuerdo finalmente se tradujo en una fusión (o reunificación) de ambas estructuras, por lo que a partir del 24 de mayo de esa temporada, la escudería pasó a ser conocida como Canning Motorsports.

## Historia

### Antecedentes
Desde el año 2004, el equipo JP Racing se destacaría dentro de la categoría argentina Turismo Carretera como una de las escuderías más competitivas, adquiriendo notoriedad a partir del campeonato obtenido en el año 2005 con Juan Manuel Silva. A partir de allí, los campeonatos obtenidos por Norberto Fontana en 2006 y Guillermo Ortelli en 2008 terminarían de cimentar esta condición, permitiéndole además expandirse hacia las divisionales inferiores de la Asociación Corredores de Turismo Carretera. En este contexto, en los años 2010 y 2011 se destacarían los campeonatos de la divisional TC Mouras, obtenidos por Pedro Gentile y Gastón Crusitta respectivamente. 
Sin embargo, una decisión tomada a partir del año 2009 por ACTC en la cual se restringiría la cantidad de competidores a 3 por cada escudería de la división mayor, terminaría poniendo al JP frente a un dilema. Con varios pilotos de su estructura dentro de la divisional TC Pista, en condiciones de ascender a la división mayor para el año 2012, la cantidad de participantes iba a exceder el cupo fijado por reglamentación generando dos salidas posibles: O la creación de una nueva escudería o la desvinculación de estos pilotos. Ante esta situación, el director general del JP Racing, Gustavo Lema, conseguiría ponerse en contacto con dos representantes del Shopping Las Toscas (comercio que oficiaba como patrocinador de uno de los pilotos del JP, Claudio Kohler) quienes le propondrían la idea de crear una estructura satélite, la cual contaría con asesoramiento técnico y mecánico del JP Racing, pero cuya dirección quedaría a cargo de estos representantes: Walter Pérez y Sergio Vagnoni. La anuncio oficial se haría a comienzos de la temporada 2012, siendo esta escudería presentada inicialmente bajo el nombre de JP Las Toscas Racing y presentada como una alineación satélite al equipo principal, que pasaría a ser conocido como Firestone JP Racing. En su primera temporada, el equipo se presentaría en la clase mayor poniendo en pista un Chevrolet Chevy para el piloto Leonel Pernía y un Dodge Cherokee para Claudio Kohler. Al mismo tiempo, el equipo tendría participación en la divisional TC Mouras, donde presentaría dos unidades Chevrolet Chevy para José Manuel Urcera y Juan Martín Bruno.

### Salida del JP de las divisionales de la ACTC
Como se dijo al comienzo, en el año 2012 el JP Racing presentó un equipo dividido en tres subestructuras. Al anuncio de la creación del JP Las Toscas Racing, se le sumó una tercera escudería satélite que se encargó de la atención y puesta en pista de una nueva unidad Ford Falcon para el piloto Diego Aventín. Esta estructura se formó gracias a un acuerdo celebrado entre Gustavo Lema y Edgardo Porfiri, en ese entonces propietario de la escudería Pro Racing y al mismo tiempo significó la vuelta del JP Racing a la preparación de una unidad de la marca Ford luego de haber atendido por última vez en 2008 a la unidad de Juan Manuel Silva. Sin embargo, a pesar de la conformación de estas tres subunidades del JP Racing, los coches pertenecientes a Leonel Pernía y Claudio Kohler pasaron a ser atendidos en los talleres inaugurados en la localidad de Canning, mientras que los de Matías Rossi y Diego Aventín continuaron en la sede central de Banfield. Asimismo, Gastón Mazzacane también formó parte de las filas del Firestone JP Racing, al comando de otro Chevrolet, mientras que lo propio hizo Pedro Gentile en la categoría TC Pista.
Con todos estos ingredientes, el equipo se presentó a competir en la temporada 2012. El panorama inicial mostró a Rossi como principal estandarte de la escudería en general, dejando en segundo plano las actuaciones de sus demás compañeros. Sin embargo, las polémicas comenzaron a instalarse en torno a la escudería JP Pro Racing y su piloto Diego Aventín, quien comenzó a manifestar su descontento, aduciendo falta de atención por parte del ingeniero jefe de la estructura, Ricardo Gliemmo. A todo esto, el director del equipo Gustavo Lema comenzó a quedar en el ojo de la tormenta, luego de la tercera fecha del calendario en la cual Rossi subió por segunda vez consecutiva al podio. El motivo principal de este planteo, estaba relacionado con supuestas órdenes de Lema a Rossi para no ganar las carreras, siendo que contaba con la herramienta ideal para hacerlo. La cuota que terminó haciendo explotar la polémica, fue la intervención directa del entonces presidente de la Asociación Corredores de Turismo Carretera, Oscar Aventín, quien a través de medios radiales realizó declaraciones cuestionando el trabajo de las superestructuras, coincidiendo sus palabras con la participación en el TC del JP Racing y con la actuación de su hijo Diego dentro de la misma. Estas situaciones, sumadas a los continuos reclamos de pilotos y del propio presidente de ACTC, terminaron llevando a Gustavo Lema a la decisión de retirarse de todas las divisionales de la ACTC y dejar a sus socios y pilotos en libertad de acción, vendiendo todas su estructuras. A pesar de esto, el JP continuó trabajando dentro de Turismo Competición 2000, donde llevó a su cargo la representación oficial de la marca Chevrolet.

### Creación de Las Toscas Racing
Tras la tumultuosa salida del JP Racing de las estructuras de ACTC, los empresarios Walter Pérez y Sergio Vagnoni decidieron tomar por su cuenta las riendas del equipo de trabajo dejado por JP Racing y continuar compitiendo bajo su propia firma. Ambos empresarios decidieron mantener en plantilla a la mayoría de los pilotos que competían en el JP, tanto en el TC como en las categorías inferiores de ACTC, aunque prescindiendo de los servicios de Rossi y Aventín. De esta forma, surgió una nueva escudería que fue simplemente conocida como Las Toscas Racing, la cual pasó a ocupar los espacios dejados en ACTC por JP Racing y adquiriendo presencia en las distintas divisionales. En Turismo Carretera la estructura fue representada por Leonel Pernía, Gastón Mazzacane y Claudio Kohler, en tanto que Camilo Echevarría y Pedro Gentile continuaron sus carreras en el TC Pista dentro de este equipo. La plantilla de Las Toscas se completó con las incursiones de José Manuel Urcera y Juan Martín Bruno dentro del TC Mouras y de Mariano Pernía en TC Pista Mouras.

## Participaciones en categorías de ACTC
| Valores    | Turismo Carretera | TC Pista | TC Mouras | TC Pista Mouras | TC Pick Up |
| ---------- | ----------------- | -------- | --------- | --------------- | ---------- |
| Temporadas | 2012              | 2012     | 2012      | 2012            |            |
| Temporadas | 2013              | 2013     | -         | 2013            |            |
| Temporadas | 2014              | 2014     | 2014      | 2014            |            |
| Temporadas | 2015              | -        | 2015      | 2015            |            |
| Temporadas | 2016              | -        | 2016      | 2016            |            |
| Temporadas | 2017              | 2017     | 2017      | 2017            |            |
| Temporadas | 2018              | 2018     | 2018      | 2018            | 2018       |
| Temporadas | 2019              | 2019     | 2019      | 2019            | 2019       |
| Temporadas | 2020              | 2020     | 2020      | 2020            | -          |
| Temporadas | 2021              | 2021     | 2021      | 2021            | -          |
| Temporadas | 2022              | 2022     | 2022      | 2022            | -          |
| Temporadas | 2023              | 2023     | 2023      | 2023            | -          |
| Temporadas | 2024              | 2024     | 2024      | 2024            | -          |

## Marcas representadas y modelos utilizados
| Turismo Carretera | Turismo Carretera | Turismo Carretera | Turismo Carretera | Turismo Carretera |
| Marcas            | Modelos           | Años              |                   |                   |
| ----------------- | ----------------- | ----------------- | ----------------- | ----------------- |
| Chevrolet         | Chevrolet Chevy   | 2012-             |                   |                   |
| Dodge             | Dodge Cherokee    | 2012-2013         |                   |                   |
| IKA Torino        | Torino Cherokee   | 2014-2015, 2019-  |                   |                   |
| TC Pista          |                   |                   |                   |                   |
| Marcas            | Modelos           | Años              |                   |                   |
| Chevrolet         | Chevrolet Chevy   | 2012-2013, 2017-  |                   |                   |
| Dodge             | Dodge Cherokee    | 2014              |                   |                   |
| IKA Torino        | Torino Cherokee   | 2017              |                   |                   |

## Palmarés
| TC Pista        | TC Pista             | TC Pista        | TC Pista |
| Título          | Pilotos              | Automóvil       | Año      |
| --------------- | -------------------- | --------------- | -------- |
| Campeón         | Tobías Martínez      | Chevrolet Chevy | 2023     |
| TC Mouras       |                      |                 |          |
| Título          | Pilotos              | Automóvil       | Año      |
| Subcampeón      | Maximiliano Vivot    | Chevrolet Chevy | 2017     |
| TC Pista Mouras |                      |                 |          |
| Título          | Pilotos              | Automóvil       | Año      |
| Subcampeón      | Christian Iván Ramos | Chevrolet Chevy | 2014     |
| Campeón         | Tobías Martínez      | Chevrolet Chevy | 2020     |